# Psilopogon
Psilopogon és un gènere d'ocells de la família dels megalèmids (Megalaimidae ).

## Taxonomia
Segons la Classificació del Congrés Ornitològic Internacional (versió 2.5, 2010) aquest gènere estava format únicament per l'espècie Psilopogon pyrolophus, però els treballs de Robert-Jan den Texa i Jennifer A. Leonard (2013) van fer provocar l'unificació amb el gènere Megalaima G.R. Gray, 1842 i la desaparició d'aquest gènere.
Avui es considera Psilopogon format per 33 espècies:
- barbut verd d'Annam (Psilopogon annamensis).
- barbut verd de coroneta blava (Psilopogon armillaris).
- barbut verd carablau (Psilopogon asiaticus).
- barbut verd de collar (Psilopogon auricularis).
- barbut verd d'orelles grogues (Psilopogon australis).
- barbut verd de gorja turquesa (Psilopogon chersonesus).
- barbut verd de bigotis daurats (Psilopogon chrysopogon).
- barbut verd capbrú (Psilopogon corvinus).
- barbut verd d'orelles blaves (Psilopogon cyanotis).
- barbut verd d'orelles negres (Psilopogon duvaucelii).
- barbut verd gorjanegre (Psilopogon eximius).
- barbut verd de la Xina (Psilopogon faber).
- barbut verd de galtes olivàcies (Psilopogon faiostrictus).
- barbut verd frontgroc (Psilopogon flavifrons).
- barbut verd alablau (Psilopogon franklinii).
- barbut verd pintat (Psilopogon haemacephalus).
- barbut verd de corona groga (Psilopogon henricii).
- barbut verd de bigotis (Psilopogon incognitus).
- barbut verd de Java (Psilopogon javensis).
- barbut verd cul-roig (Psilopogon lagrandieri).
- barbut verd llistat (Psilopogon lineatus).
- barbut verd de Malabar (Psilopogon malabaricus).
- barbut verd muntanyenc (Psilopogon monticola).
- barbut verd arlequí (Psilopogon mystacophanos).
- barbut verd de Taiwan (Psilopogon nuchalis).
- barbut verd cellanegre (Psilopogon oorti).
- barbut verd de clatell daurat (Psilopogon pulcherrimus).
- barbut de plomall encès (Psilopogon pyrolophus).
- barbut verd de capell vermell (Psilopogon rafflesii).
- barbut verd de Sri Lanka (Psilopogon rubricapillus).
- barbut verd gegant (Psilopogon virens).
- barbut verd galtablanc (Psilopogon viridis).
- barbut verd de l'Índia (Psilopogon zeylanicus).